# 海倫·班尼曼

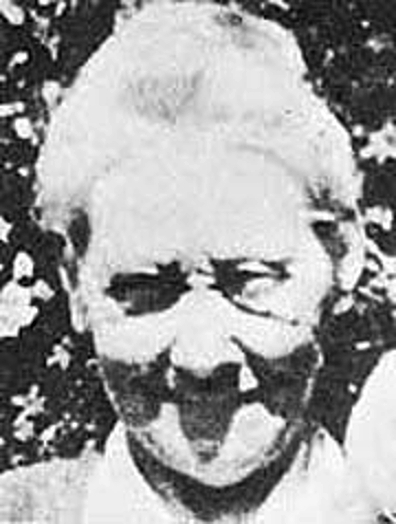
海倫·班尼曼

海倫·班尼曼（英語：Helen Bannerman，1862年—1946年），英國作家，最著名的作品是《小黑人桑波》（Little Black Sambo）。

## 生平
海倫·班尼曼生於英國愛丁堡。1899到1918年間，她隨擔任軍醫的丈夫在殖民地印度居住了一段時間，兩名女兒則仍留在蘇格蘭就學。那段期間裡，班尼曼在寫給女兒的家書中，經常將她對印度的印象編成小故事。

## 作品
- 《小黑人桑波》, 1899
- Story of Little Black Mingo, 1901
- Story of Little Black Quibba, 1902
- Little Degchie-Head: An Awful Warning to Bad Babas, 1903
- Little Kettle-Head, 1904
- Pat and the Spider, 1905
- The Teasing Monkey, 1907
- Little Black Quasha, 1908
- Story of Little Black Bobtail, 1909
- Sambo and the Twins, 1936
- Little White Squibba, 1965